# Por Guayaquil Independiente

Escudo de Guayaquil.

La frase Por Guayaquil Independiente es el lema que aparece en el Escudo de Guayaquil, el cual fue diseñado en noviembre de 1820 por José Joaquín de Olmedo después de la creación de la Provincia Libre de Guayaquil.
El lema se origina después de la Independencia de Guayaquil, el 9 de octubre de 1820, se convoca una asamblea en la ciudad el 8 de noviembre, la cual proclamó la creación de la Provincia Libre de Guayaquil, y se encargó el gobierno interino al Dr. José Joaquín de Olmedo y Maruri. 
Se sostiene que Olmedo diseñó la bandera de Guayaquil y luego ordenó que los papeles oficiales del Cabildo llevaran el sello de una estrella de 5 puntas, con una corona de laureles unida por un lazo rojo. Después de un tiempo, y al conocer las intenciones de Simón Bolívar de anexar a Guayaquil a la Gran Colombia y de José de San Martín con su deseo de adhesión al Perú, se decidió agregar a este emblema la leyenda de «Por Guayaquil Independiente» como señal de que el pueblo guayaquileño deseaba mantenerse independiente.